# Ballintemple
Ballintemple est une banlieue de la ville de Cork en Irlande.
La principale artère, blackrock road, la traverse.
Le mathématicien George Boole y est décédé le 8 décembre 1864.
Sa fille, l'écrivaine Ethel Lilian Voynich, auteure du roman Le Taon y est née le 11 mai 1864.